# Юки (род)
Род Юки (яп. 結城氏) — японский самурайский род.

## История
Род Юки ведет своё происхождение от кугэ Фудзивара-но-Хидэсато.
Клан Юки состоит из двух линий: Симоса Юки и Сиракава Юки. Это разделение произошло в период Намбокутё (1336—1392). Одна из ветвей поддерживала Южный императорский двор, а вторая ветвь — Северный императорский двор.
Как и многие самурайские кланы, род Юки разработал кодекс областных законов (bunkoku-hō). В 1556 году Юки Масакацу (1503—1559) опубликовал новые законы рода Юки (結城氏法度 Yūki-shi Hatto).
Ветвь рода Юки из Сиракавы была уничтожена Тоётоми Хидэёси, а ветвь рода Юки из Симосы сохранилась в качестве даймё Юки-хана в провинции Симоса.
Члены клана Симоса Юки стали частью могущественного клана Токугава.
Главными вассалами клана Юки был самураи из кланов Тагая, Мидзутани, Ямакавэ и Иваками.

## Список представителей клана Юки
- Юки Томомицу, 1168—1254, 1-й глава клана Юки[2]
- Юки Томохиро, сын предыдущего[2]
- Юки Хироцугу, сын предыдущего[1]
- Юки Сукэхиро, сын Томорихо из Сиракавы в провинции Муцу, 1298[1]
- Юки Мунэхиро, 1266—1339[2]
- Юки Тикатомо, ум. 1347[2]
- Юки Тикамицу, ум. 1336[2]
- Юки Акитомо, ум. около 1370, сын Тикатомо[1]
- Юки Удзитомо, 1398—1441[2]
- Юки Норитомо, 1439—1462[2]
- Юки Масатомо, 1477—1545[2]
- Юки Масакацу, 1504—1559, сын предыдущего[2]
- Юки Харутомо, 1534—1614, младший сын Оямы Такэтомо (1508—1575), приемный сын Юки Масакацу[1]
- Юки Хидэясу, 1574—1607[1] второй сын Токугава Иэясу
- Юки Наомото[1]